# Emil Ferdinand Svitzer Lund
Emil Ferdinand Svitzer Lund, född 1858, död 1928, var en dansk konsthistoriker.
Emil Ferdinand Lund var son till statsrådet Vilhelm Niclolai Lund (1831—1902) på  Annissegaard och Camilla Henriette Elisabeth Svitzer. Han gjorde efter studentexamen i Frederiksborg 1876 en längre utlandsresa till Schweiz, Italien, Tyrolen och Tyskland. Han blev cand.jur. 1883. Han tillbringade också några år i Montreux, Baden-Baden och London från oktober 1884. Efter återkomsten till Danmark utbildade han sig i konsthistoria och med antikvariska studier och påbörjade 1895, tillsammans med Carl Christian Andersen, utgivandet av det stora verket Danske malede Portræter (10 band, 1895-1914). Otto Andrup hjälpte som sekreterare från omkring 1905 till i arbetet med verket.
Lund var 1897-1913 anställd vid Det Nationalhistoriske Museum på Frederiksborgs slott som museiinspektör och sekreterare. År 1914 blev han direktör för Handels- og Søjartsmuseet på Kronborg i Helsingør, som han tagit initiativet till. 
Han gifte sig första gången 1864 med Charlotte Frederikke Elisabeth Funch (född 1861) och andra gången med Karen Kirstine Agnes Sloth, (född 1877).

## Utmärkelser
- Riddare av Dannebrogorden,  28 maj 1905[5][6]
- Riddare av 1. klass av Nordstjärneorden[6]

[Redigera Wikidata]